# Laives
Laives (en alemán Leifers) es un municipio italiano de 15.664 habitantes (2004) perteneciente a la Provincia Autónoma de Bolzano (dos tercios de su población tiene por lengua nativa el italiano y un tercio el alemán). Se encuentra a menos de 10 km al sur de Bolzano, en la margen izquierda del valle del río Adigio, a 253-282 m de altitud.
En 1985, Laives obtuvo el título de ciudad (città), y es por tanto la ciudad más joven del Alto Adigio. Tiene una estación ferroviaria (fuera del centro). Existe una línea de autobuses urbanos que comunica el municipio con Bolzano y Bronzolo.
En el centro de Laives se encuentra la iglesia parroquial, con su campanario, que se remonta al año 1250. Tiene dos santos patrones: San Antonio Abad y San Nicolás.
En la fracción de San Giacomo encontramos una iglesia de estilo gótico, que pero hoy se encuentra cerrada por la construcción de la nueva iglesia parroquial.

## Evolución demográfica
| Gráfica de evolución demográfica de Laives entre 1921 y 2001                 |
|                                                                              |
| Fuente: Istituto Nazionale di Statistica - Elaboración gráfica por Wikipedia |

## Galleria

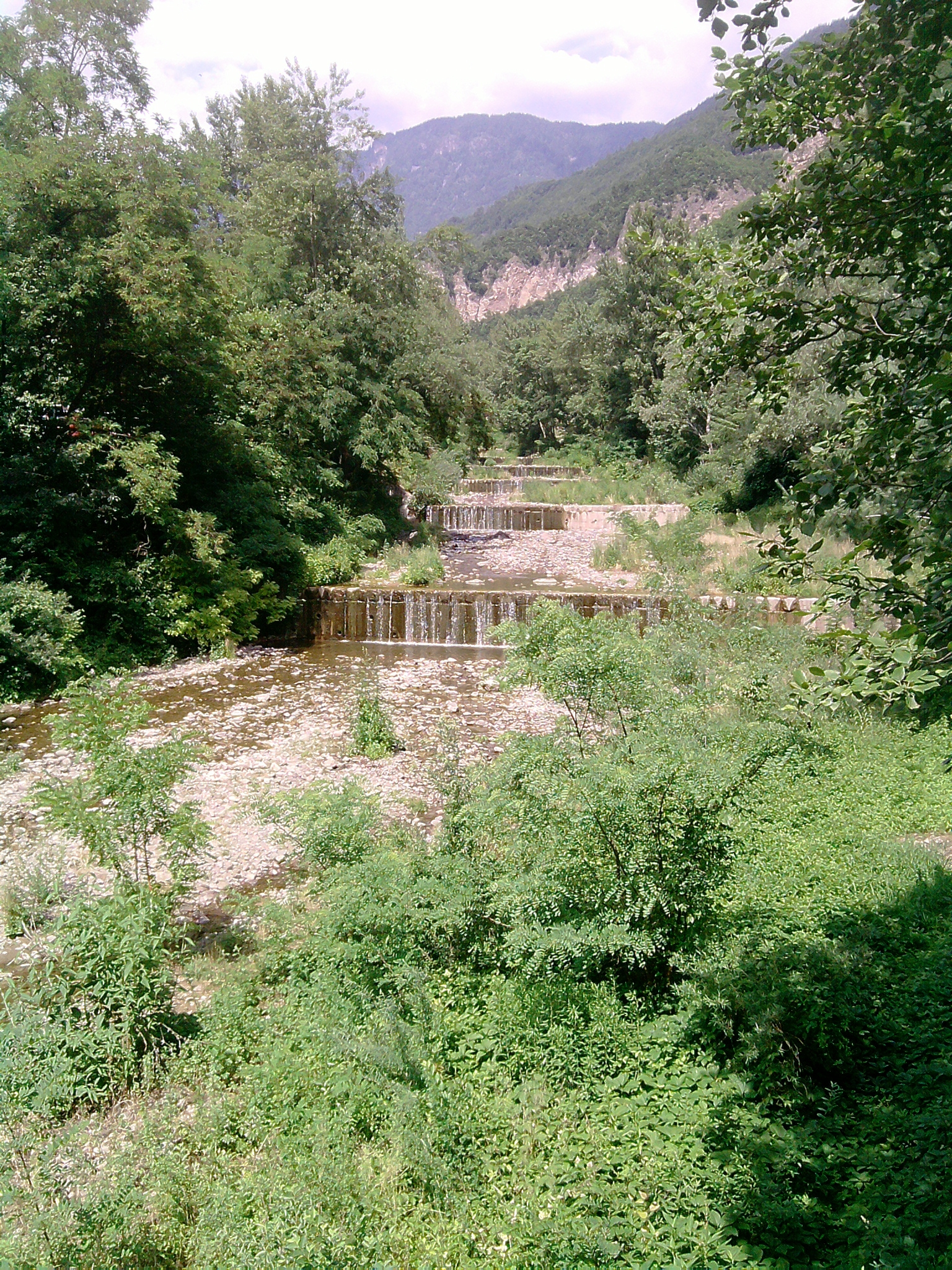
Rio Vallarsa
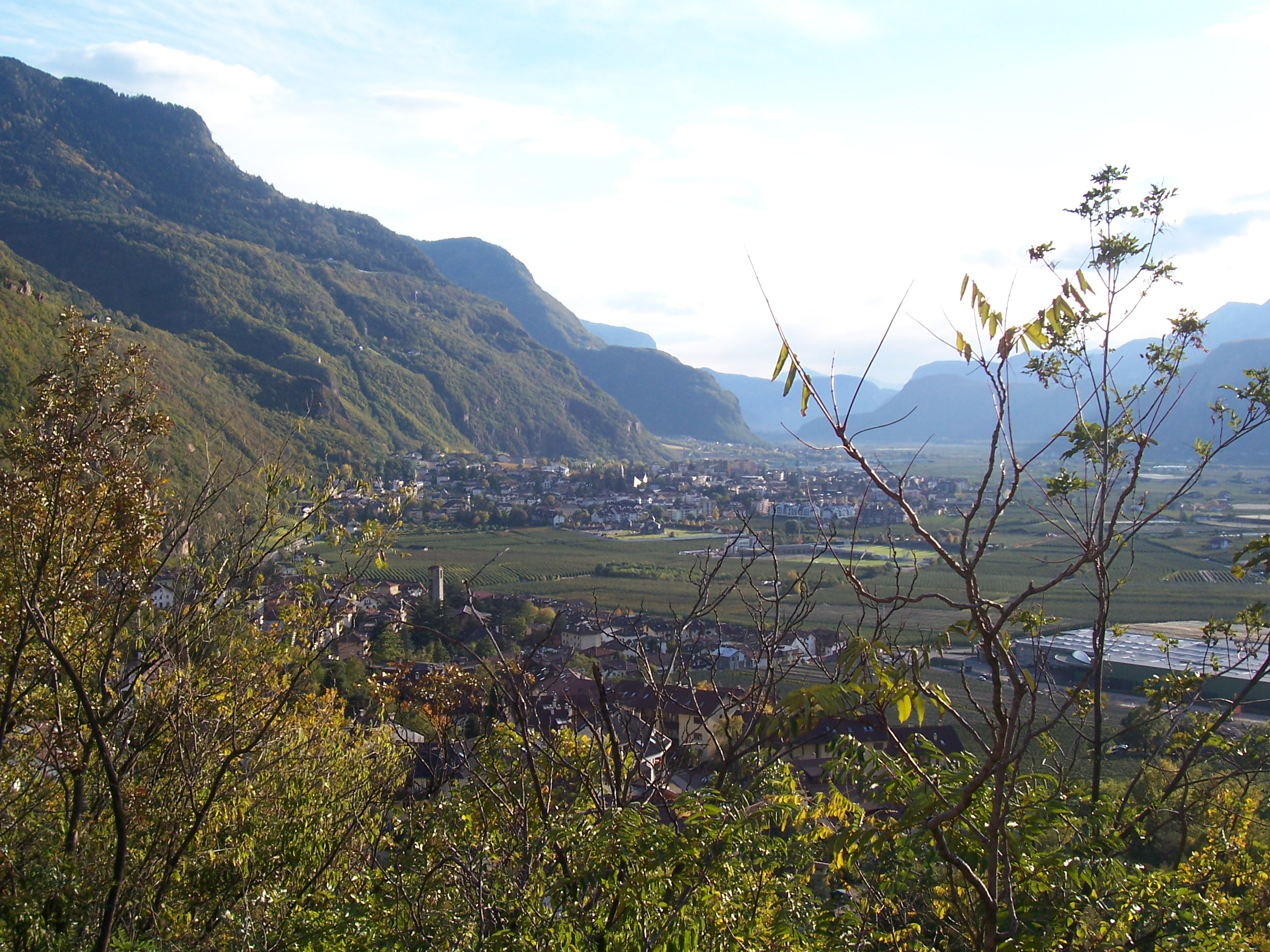
Pineta y Laives

## Personajes nativos de Laives
- Laura Luciana Fadanelli